# Oktyabrszkij járás (Tengermelléki határterület)
Az Oktyabrszkij járás (oroszul Октя́брьский райо́н) Oroszország egyik járása a Tengermelléki határterületen. Székhelye Pokrovka.

## Népesség
- 1989-ben 39 973 lakosa volt.
- 2002-ben 34 367 lakosa volt.
- 2010-ben 30 060 lakosa volt.